# Communauté des Jault
La communauté des Jault était une communauté taisible de paysans basée autour de la commune de Saint-Benin-des-Bois, dans la Nièvre en Bourgogne-Franche-Comté. Sa longévité a été spécialement grande : quatre siècles.

## Historique
Maître Charles Prieuret, notaire à Saint-Saulge, aurait retrouvé un document qui permet de fixer le point de départ de la première association entre le Jault : un « bail à cens et à rente ». 
Il était accordé par Pierre de Paillard, seigneur de Giverdy, à l'attention de deux frères, Charles et Guyot Le Jault, le 3 juin 1552.
L'association n'aurait pris le nom de  la communauté des Jault que pendant l'année 1580. Il est possible qu'avant le bail de 1552 existait déjà une simple communauté familiale comme il en existait encore il y a peu de temps dans nos campagnes, appelée « communauté de fait ».
La communauté a été créée pour échapper au servage des seigneurs et surtout au principe de mainmorte, c'est-à-dire à la récupération des biens et des meubles d'un paysan, à sa mort, par son seigneur. Les serfs avaient la possibilité de solliciter l'autorisation de se constituer en « communauté de feu et de lieu, de pain et de sel».
La communauté fut dissoute par jugement le 3 juin 1847, par la décision prise à la majorité de ses parsonniers. Tous les documents officiels ayant été brûlés à cette occasion, des dates précises sont difficilement présentables. Il est généralement admis que cette communauté a fonctionné entre 1480 et 1847.

## Fonctionnement

### Politique
Dans une lettre écrite par M. Dupin, dans le journal le moniteura, il est mentionné cette communauté était dirigée par un « maître de communauté. » À l'origine, ce droit était transmis de père en fils, mais, par la suite, ce  « maître » était élu par les autres membres. Il avait la responsabilité, entre autres, de répartir les différents travaux agricoles - Il se chargeait surtout du commerce extérieur à la communauté.

### Habitation
La maison principale de la communauté est décrite comme suit : un rez-de-chaussée, constitué d'une grande pièce avec deux cheminées, d'un four à cuire le pain, d'un tonneau à lessive en pierre et d'un puits. Un corridor dessert un ensemble de chambres. Dans chacune d'entre elles : deux ou trois lits (selon le nombre d'enfants), un coffre, une armoire en chêne, une table, deux sièges et fort peu d'ustensiles. D'autres bâtiments servent à l'exploitation.

### Richesses et possessions
Les seules données disponibles datent de 1840. Cette communauté comptait encore 37 personnes. Sa richesse se comptait avec : 105 bichets[Quoi ?] de terre à froment, des prés rapportant 900 quintaux de foin, 15 ouvrées de vignes ; 400 arpents de pâturage et 300 arpents de bois étaient partagés avec les autres habitants de Saint-Bénin.
En outre, chaque membre avait sa propre richesse, composée de la dot de sa femme, et de ce qu'il avait obtenu à la mort de sa mère ou par legs.

### Social
Seuls les hommes composent la tête de la communauté. Les femmes peuvent, tant qu'elles le veulent, y rester en y travaillant ; elles sont alors nourries et soignées. 
Si elles se marient en dehors, la communauté les dote en argent comptant (d'une très petite somme à l'origine, la dot pouvait atteindre 1 350 francs en 1840). Ni elles, ni leurs descendants, ne peuvent alors encore prétendre faire partie de la communauté. Cependant, en cas de veuvage, elles peuvent revenir vivre à la maison commune.
Si une femme du « dehors » épouse un membre de la communauté, sa dot est séparée des biens communs, pour qu'elle ne puisse prétendre à rien par la suite. Elles sont tenues de verser 200 francs à la communauté pour le mobilier livré à leur usage. Si elles deviennent veuves, elles peuvent soit rester vivre dans la communauté, soit partir, et récupérer leurs 200 francs.
Si un homme meurt célibataire, ses biens propres tombent dans la communauté ; s'il a des garçons, ils deviennent membres de la communauté mais si ce sont des filles, elles ont droit à une dot.